# Enschede
Enschede (/ˈɛnsxəˌdeː/) és un municipi de la província d'Overijssel, al centre-est dels Països Baixos. L'1 de gener de 2009 tenia 156.109 habitants repartits per una superfície de 142,75 km² (dels quals 1,8 km² corresponen a aigua).

## Centres de població
- Boekelo
- Enschede
- Glanerbrug
- Lonneker
- Usselo

## Ajuntament
El consistori municipal consta de 39 membres, format des del 2006 per:
- PvdA, 15 regidors
- CDA, 6 regidors
- VVD, 6 regidors
- SP, 3 escons
- GroenLinks, 3 escons
- Burgerbelangen Enschede, 3 regidors
- ChristenUnie, 2 regidors
- Demòcrates 66, 1 escó

## Persones il·lustres
- Adrian Vandenberg, guitarrista.
- Kees van Baaren (1906-1970), compositor i director d'orquestra

## Agermanaments
- Palo Alto (Califòrnia)
- Dalian

## Galeria d'imatges

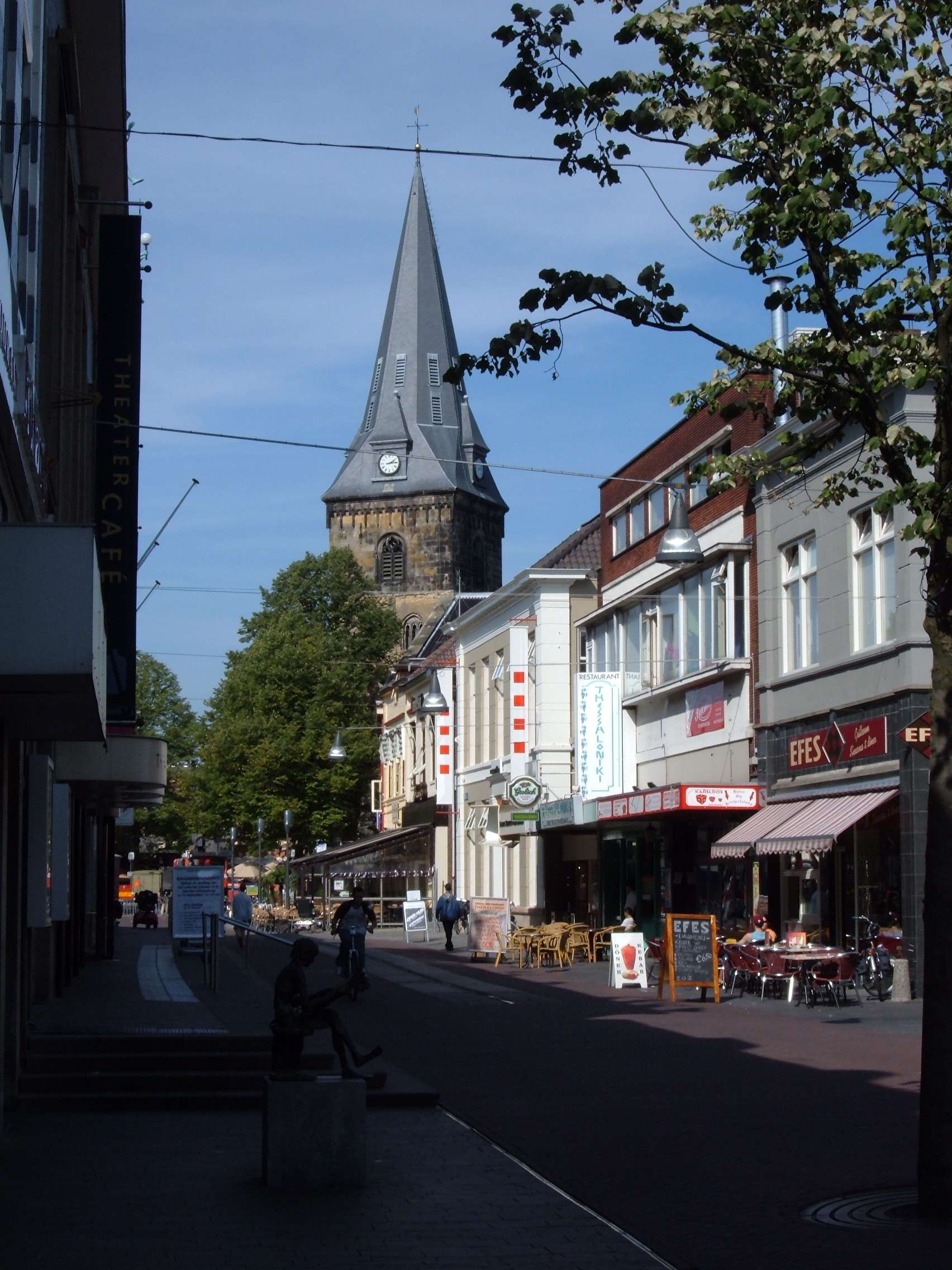
Grote Kerke, a la Raadhuisstraat
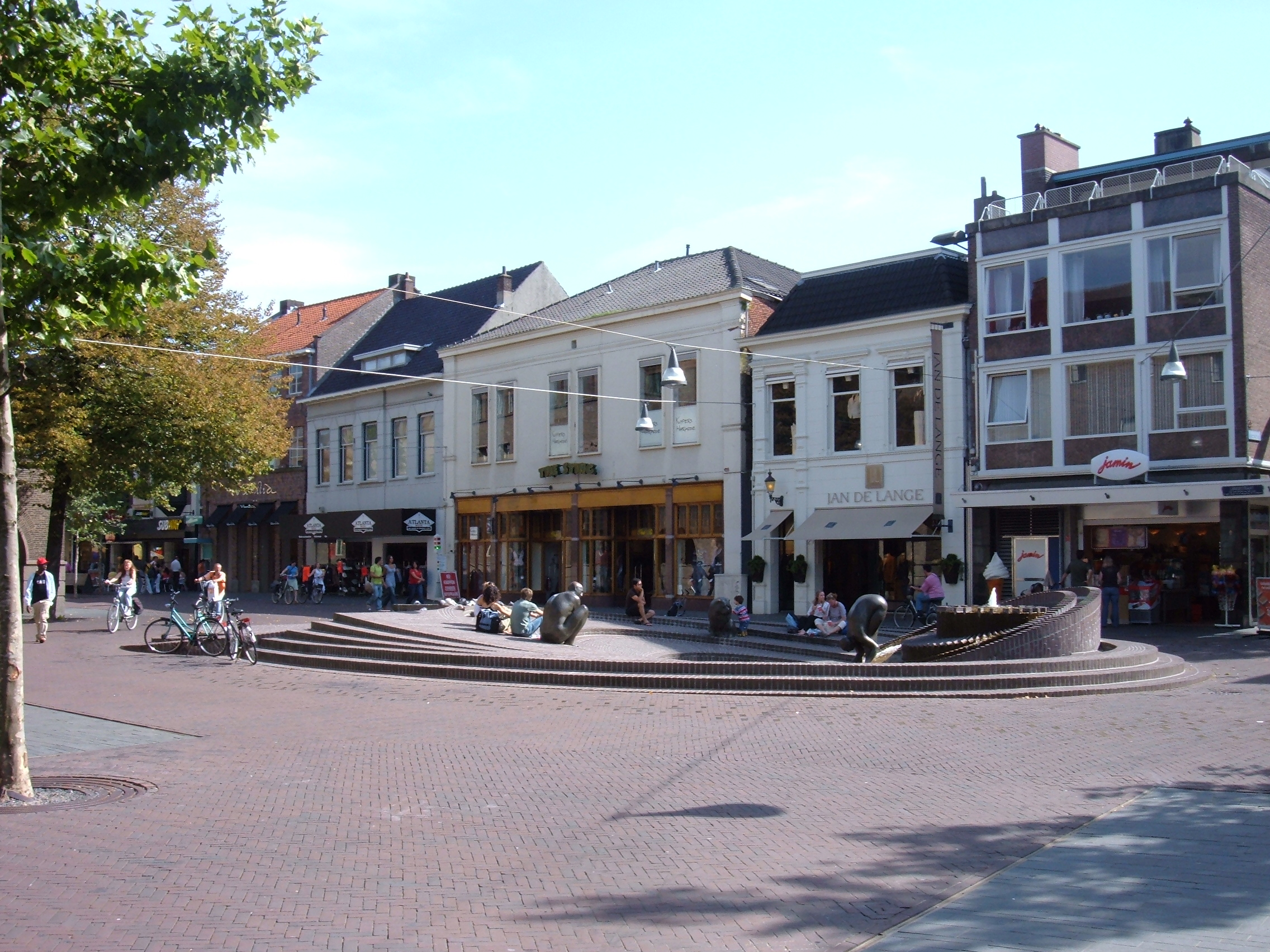
Font Het ei van Ko (Ou de Ko)
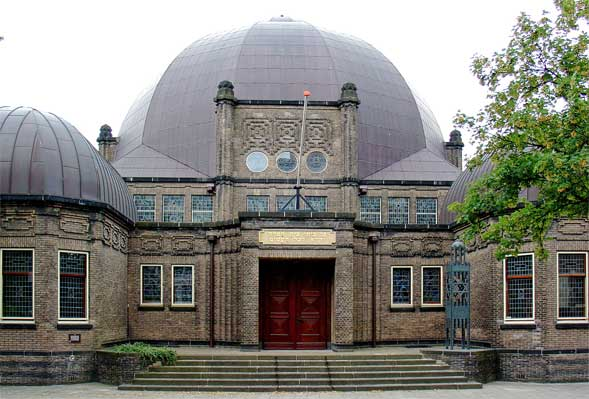
Sinagoga d'Enschede
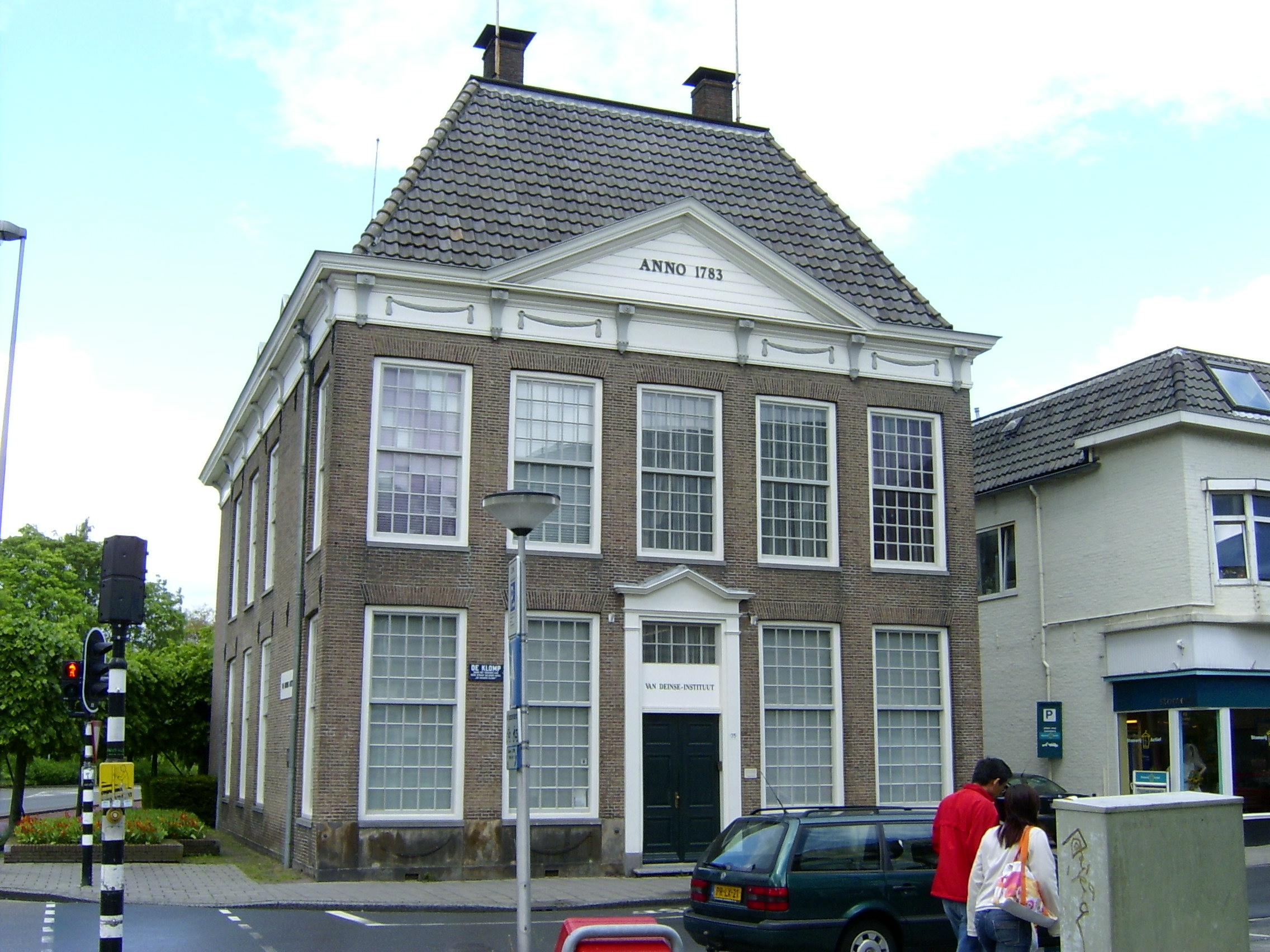
Het Elderinkshuis